# Warneckea sansibarica
Warneckea sansibarica är en tvåhjärtbladig växtart som först beskrevs av Paul Hermann Wilhelm Taubert, och fick sitt nu gällande namn av Jacq.-fél.. Warneckea sansibarica ingår i släktet Warneckea och familjen Melastomataceae. Inga underarter finns listade i Catalogue of Life.